# Krabbetje
Een krabbetje (meestal: krabbetjes) is een benaming voor de rib met vlees van een geslacht varken. Krabbetjes worden vaak als ingrediënt aan erwtensoep toegevoegd. 